# Тонгерло (бира)
„Тонгерло“ (на френски: Tongerlo) е марка белгийска абатска бира, произведена и бутилирана в пивоварната „Brouwerij Haacht“ в Бортмербек (Boortmeerbeek), окръг Льовен, провинция Фламандски Брабант, Централна Белгия. „Тонгерло“ e една от белгийските марки бира, която от 1999 г. е сертифицирана и има право да носи логото „Призната белгийска абатска бира“ (Erkend Belgisch Abdijbier), обозначаващо спазването на стандартите на „Съюза на белгийските пивовари“ (Unie van de Belgische Brouwers).

## История
Историята на бирата е свързана с норбертинското абатство Тонгерло в с.Тонгерло, община Вестерло, провинция Антверпен, Северна Белгия. Абатството е основано през 1128 г. Абатството се разраства и се превръща в най-голямото норбертинско абатство в Херцогство Брабант. То притежава обширни територии с множество селскостопански земи, ферми, мелници, гори и жилищни сгради. Абатството играе важна роля по време на Брабантската революция от 1789 – 1790 г. Революцията е неуспешна и поради своята подкрепа значителни активи на абатството са конфискувани. По време на Френската революция областта е завзета от френски революционни войски. На 6 декември 1796 г. 125-те монаси от абатството са прогонени. Имуществото на абатството е конфискувано, включително богатата библиотека и множество религиозни и художествени съкровища. Имотите са продадени на търг, някои сгради, включително църквата са разрушени.
В началото на ХІХ век Норбертинския орден успява да откупи част от имотите на бившето абатство. Новата монашеска общност е формирана през 1837 г. и през 1840 г. 14 монаси възстановяват абатството в Тонгерло, като откупуват близо половината манастирските сгради. Скоро е изградена нова църква в готически стил.
Днес абатство Тонгерло е действащ мъжки католически манастир – част от Норбертинския орден. През 2010 г. монашеското братство брои 54 монаси.
Абатството получава приходи от производството на абатската бира с марката „Тонгерло“, която се вари по споразумение от пивоварната „Brouwerij Haacht“.

## Марки бира
Търговският асортимент на пивоварната, включва две бири с марката „Ramée“:
- Tongerlo Blonde – светла бира, реферментирала в бутилка, с кехлибарен цвят и с алкохолно съдържание 6,5 %. Печели бронзов медал в категорията „Белгийски и френски блонд ейл“ на Australian International Beer Awards 2012 г.
- Tongerlo Brune – тъмна червеникавокафява бира, реферментирала в бутилка, с алкохолно съдържание 7 %.
- Prior Tongerlo – силна светла реферментирала в бутилка бира с алкохолно съдържание 9 %. Печели първа награда в категорията „Най-добър европейски блонд абатски/трапистки ейл“ на World Beer Awards – 2011 г.
- Tongerlo Winter beer – сезонна кехлибарена бира, реферментирала в бутилка, с алкохолно съдържание 7 %.